# Tecticeps convexus
Tecticeps convexus är en kräftdjursart som beskrevs av Richardson 1899. Tecticeps convexus ingår i släktet Tecticeps och familjen Tecticipitidae. Inga underarter finns listade i Catalogue of Life.